# Roseland NYC Live
Roseland NYC Live (PNYC) – album koncertowy grupy Portishead, wydany w 1998 roku nakładem Go! Discs/London Records. W tym samym roku ukazał się zapis wideo koncertu w formacie PAL, a cztery lata później wersja DVD.

## Lista utworów

### CD
1. „Humming” – 6:27
2. „Cowboys” – 5:03
3. „All Mine” – 4:02
4. „Mysterons” – 5:41
5. „Only You” – 5:22
6. „Half Day Closing” – 4:14
7. „Over” – 4:13
8. „Glory Box” – 5:37
9. „Sour Times” – 5:21
10. „Roads” – 5:51
11. „Strangers” – 5:20

Wszystkie utwory na płycie zostały nagrane na żywo w Roseland Ballroom w Nowym Jorku 24 lipca 1997 roku, oprócz utworu „Sour Times”, nagranego podczas koncertu w Warfield, San Francisco 1 kwietnia 1998, i utworu „Roads” zarejestrowanego podczas występu grupy na Quart Festival, Kristiansand 3 lipca 1998.

### VHS/DVD
1. „Humming”
2. „Cowboys”
3. „All Mine”
4. „Half Day Closing”
5. „Over”
6. „Only You”
7. „Seven Months”
8. „Numb”
9. „Undenied”
10. „Mysterons”
11. „Sour Times”
12. „Elysium”
13. „Glory Box”
14. „Roads”
15. „Strangers”
16. „Western Eyes"

Wszystkie utwory zostały nagrane w Roseland. Na DVD znajdują się ponadto teledyski grupy: „Numb”, „Sour Times”, „All Mine”, „Over” i „Only You”, „Road Trip” i „Wandering Star” oraz film To Kill a Dead Man.